# (464184) 2015 AR250
(464184) 2015 AR250 es un asteroide perteneciente al cinturón de asteroides, descubierto el 14 de marzo de 2007 por el equipo Spacewatch desde el Observatorio Nacional de Kitt Peak (Arizona, Estados Unidos).